# Voyage au Fond des Mers (comics)

Voyage au fond des mers est une série de 110 épisodes sur 4 saisons (1964-68) produite par Irwin Allen. Celui-ci avait réalisé quelque temps auparavant Le Sous-marin de l'apocalypse et cherchait à réutiliser une grande partie des décors.

## Historique de la publication
Fidèle à son habitude Dell acquit les droits pour l’adaptation en comics. Un premier épisode parut dans la collection Four Color. Mais c’était l’époque où Dell et Western Publishing étaient en train de se séparer et la série fut mise en sommeil.
Elle fut reprise par Western sous le sigle de Gold Key d’abord sur un rythme de parution assez irrégulière puis de 1966 à 1968 de façon trimestrielle.
Il s’agissait à chaque fois d’épisodes originaux. Notons qu’à partir du #6 apparut une courte série secondaire, Explorers In the Unknown, qui perdurera jusqu’au #15. 
La BD reprend donc les personnages de la série à savoir l’amiral Harriman Nelson et de son second le capitaine Crane.

## Intérêt de la série
Bien que la série soit située dans les années 80 (alors qu’elle a été créée 20 ans avant), que nombre d’appareils soient encore aujourd’hui à inventer, qu’on y rencontre moult monstres, nous sommes davantage en présence d’une bande d’aventure que de science-fiction et a fortiori d’horreur.

## Publications
15 épisodes sur deux revues pour 372 planches.

### Four Colour
- # 1230 -novembre 1961

1-Voyage to the Bottom of the Sea -32 planches (Dessins : Sam Glanzman)

### Voyage to the Bottom of the Ocean
Il est certain que Dick Wood,fut le scénariste du #1, on peut penser que ce fut le cas par la suite mais cela reste simplement une hypothèse plausible dans la mesure où il était à chaque fois présent dans Explorers In the Unknown. Mike Sekowsky dessinait le #1, George Tuska le #2 et Don Heck le #3. À partir du #4 le flambeau fut repris par Alberto Giolitti, sauf pour le #6 où il fut secondé par Giorgio Cambiotti.

Les six premiers numéros ont été réédités sous format d'album par Hermes Press en 2009.
- #1 (Décembre 1964)

2- The Last Survivor – 32 planches

L’action se déroule aux îles Tonga tandis qu’un tsunami survient alors qu’aucun sismographe n’a détecté le moindre tremblement de terre…
- #2 (Juillet 1965)

3- Monsters of the Moho – 32 planches

Alors qu’une équipe fore l’Atlantique nord par 4.000 mètres de fond, tout se magnétise sur la plate-forme et la transforme en aimant, au point d’attirer à elle un gigantesque paquebot français…
- #3 (Octobre 1965)

4- The Jonah Cruise of the Seaview – 32 planches

Au cours d’une plongée, l’amiral Nelson découvre l’épave d’un navire également appelé Seaview et dont les initiales du capitaine sont étrangement les siennes.

- #4 (Mai 1966)

5- Robinson Crusoe of the Depths – 32 planches

- #5 (Août 1966)

6- The Great Undersea Safari – 32 planches

- #6 (Novembre 1966)

7- The Overland Trail – 27 planches

- #7 (Février 1967)

8- Saga of the Undersea Island – 27 planches

Alors qu'il patrouille dans la mer ionienne, le Seaview découvre une ville sous-marine qui vit encore au temps des anciens Grecs.
- #8 (Mai 1967)

9a- Expedition to Doomsday: Part I – 9 planches

9b- Expedition to Doomsday: Part II Roar from One Million B.C. – 12 planches

Les glaces arctiques recèlent un monde perdu peuplé de monstres préhistoriques.
- #9 (Août 1967)

10- Seaview vs. the Ultra Sub – 21 planches

Alors qu'il croise dans le Pacifique sud, le Seaview est attaqué par un autre super sous-marin, invention du Dr Minno.
- #10 (Novembre 1967)

11- Davy Jones' Locker – 21 planches

- #11 (Février 1968)

12- SOS Seaview – 21 planches

- #12 (Mai 1968)

13- The Emperor of the Oceans – 21 planches

Se pourrait-il que les animaux des mers aient déclaré la guerre aux êtres humains ? L'équipage du Seaview veut en avoir le cœur net.
- #13 (Août 1968)

14- The Renegade Island – 21 planches

Pris dans des remous dans la fosse des Mariannes, le Seaview accoste sur une île étrange où des mammouths ont des corps de phoques et les requins des pattes...
- #14 (Novembre 1968)

15- Life and Death of the Seaview – 21 planches 

- #15 (Juin 1969)

Reprise du #7

- #16 (Avril 1970)

Reprise du #6